# Wilhelm Haupt (Politiker, 1869)

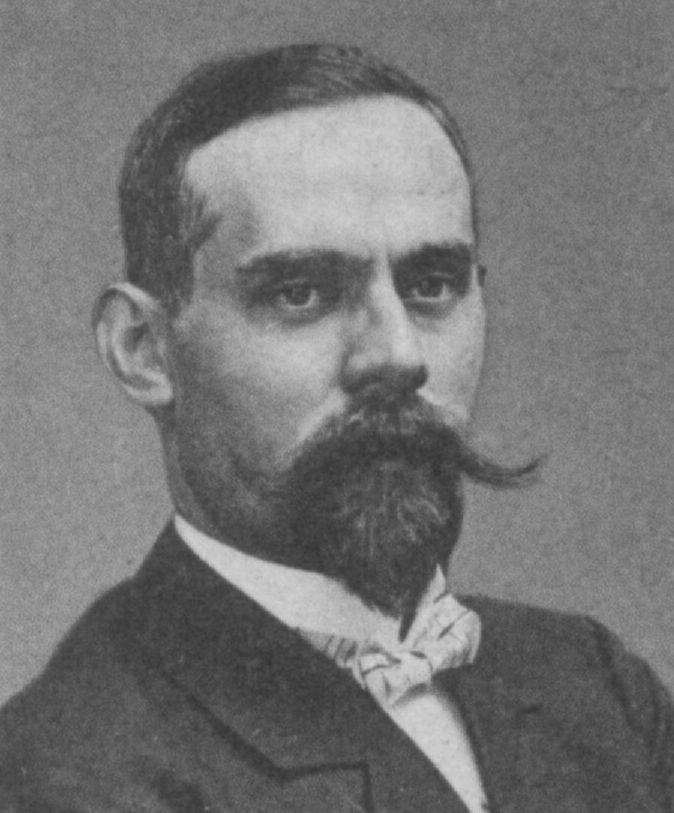
Wilhelm Haupt als Reichstagsabgeordneter 1912

Wilhelm Haupt (* 13. September 1869 in Hannover; † 20. Mai 1950 in Magdeburg) war Schuhmacher, Redakteur und Mitglied des Deutschen Reichstags.

## Leben
Haupt  besuchte die Bürgerschule in Hannover von 1875 bis 1883 und die Gewerbeschule in Hannover bis 1886. Er erlernte von 1883 bis 1887 das Schuhmacherhandwerk in Hannover und arbeitete bis 1889 dort als Geselle. 1889 und 1890 war er auf Wanderschaft und von dieser Zeit an bis 1899 als Schuhmachergeselle in Magdeburg tätig. Dann wurde er Redakteur der Volksstimme in Magdeburg (bis 1901) und seit dieser Zeit Expedient an demselben Blatte. Als Redakteur wurde er wiederholt zu Geld- und Gefängnisstrafen verurteilt, darunter einmal zu höherer Strafe mit der Begründung, dass seine Amtsvorgänger als Redakteure erheblich vorbestraft waren. Seit 1900 war er Stadtverordneter in Magdeburg, er blieb dies bis 1919 und war dann besoldeter Stadtrat und Dezernent für Erwerbslosenfürsorge bis 1933.
Ab 1912 war er Mitglied des Deutschen Reichstags für den Wahlkreis Regierungsbezirk Magdeburg 3 Jerichow I, Jerichow II und die SPD. Sein Mandat wurde am 2. Dezember 1913 für ungültig erklärt.